# HC Dobřichovice
HC Dobřichovice (celým názvem: Hockey Club Dobřichovice) byl český klub ledního hokeje, který sídlil ve městě Dobřichovice ve Středočeském kraji. Klub byl založen v roce 2003, zanikl v roce 2013 po odhlášení ze soutěže. V roce zániku se klub postaral o nejvyšší počet branek v historii středočeských krajských soutěží, týmu TJ Sokol Solopisky podlehl rekordním výsledkem 1:44.
Své domácí zápasy odehrával v Černošicích na tamějším zimním stadionu s kapacitou 300 diváků.

## Přehled ligové účasti
Stručný přehled
Zdroj:
- 2008–2010: Okresní přebor - Praha-západ (6. ligová úroveň v České republice)
- 2010–2013: Středočeský meziokresní přebor – sk. A (6. ligová úroveň v České republice)

Jednotlivé ročníky
Zdroj:
Legenda: ZČ - základní část, červené podbarvení - sestup, zelené podbarvení - postup, fialové podbarvení - reorganizace, změna skupiny či soutěže
| Česko (2008 – 2013) |                                        |           |          |                                       |              |
| Sezóny              | Soutěž                                 | Úroveň    | ZČ       | Play-off, nadstavba, sk. o udržení... | Poznámky     |
| 2008/09             | Okresní přebor - Praha-západ           | 6. úroveň | 3. místo |                                       |              |
| 2009/10             | Okresní přebor - Praha-západ           | 6. úroveň | 3. místo |                                       | Reorganizace |
| 2010/11             | Středočeský meziokresní přebor – sk. A | 6. úroveň | 7. místo |                                       |              |
| 2011/12             | Středočeský meziokresní přebor – sk. A | 6. úroveň | 6. místo | Skupina o umístění (13. místo)        |              |
| 2012/13             | Středočeský meziokresní přebor – sk. A | 6. úroveň | 7. místo |                                       |              |